# Macaranga magnifolia
Macaranga magnifolia är en törelväxtart som beskrevs av Lily May Perry. Macaranga magnifolia ingår i släktet Macaranga och familjen törelväxter. Inga underarter finns listade i Catalogue of Life.